# Seine-Port
Seine-Port là một xã ở tỉnh Seine-et-Marne, thuộc vùng Île-de-France ở miền bắc nước Pháp.

## Dân số
Người dân ở Seine-Port được gọi là Saint-Portais.
Điều tra dân số năm 1999, xã này có dân số là 1.754.